# Хартлпул (унитарная единица)

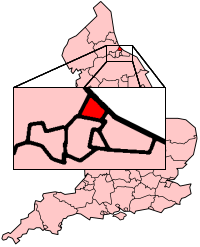
Унитарная единица Хартлпул на карте Англии

Хартлпул (англ. Hartlepool) — унитарная административная единица на востоке церемониального графства Дарем. Главный и крупнейший город унитарной единицы — Хартлпул.

## История
Образована 1 апреля 1996 года путём преобразования в унитарную единицу и перехода в церемониальное графство Дарем района Хартлпул бывшего неметропольного графства Кливленд (Local Government Commission for England (1992)).

## География
Занимает территорию 94 км², омывается с востока Северным морем, на юге граничит с унитарной единицей Стоктон-он-Тис, на западе с унитарной единицей Дарем.

## Население
На территории унитарной единицы Хартлпул проживают 88 611 человек, при средней плотности населения 944 чел./км² (2001 год).

## Политика
Совет унитарной единицы Хартлпул состоит из 48 депутатов, избранных в 18 округах. В результате последних выборов 29 мест в совете занимают лейбористы.

## Спорт
В городе Хартлпул базируется профессиональный футбольный клуб «Хартлпул Юнайтед». «Хартлпул Юнайтед» принимает соперников на стадионе Виктория Парк (7 тыс. зрителей).